# Moringuidae

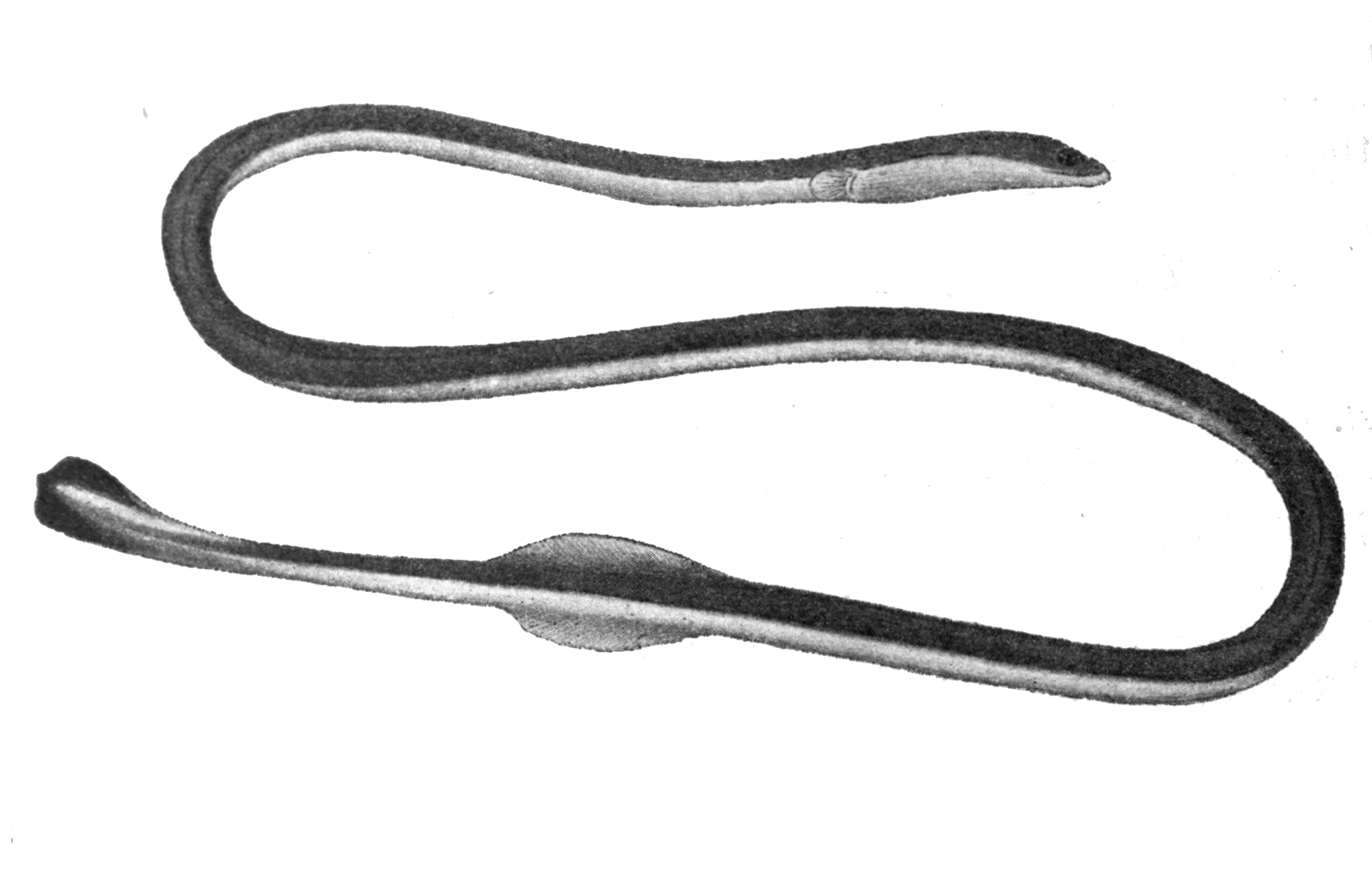
Moringua bicolor

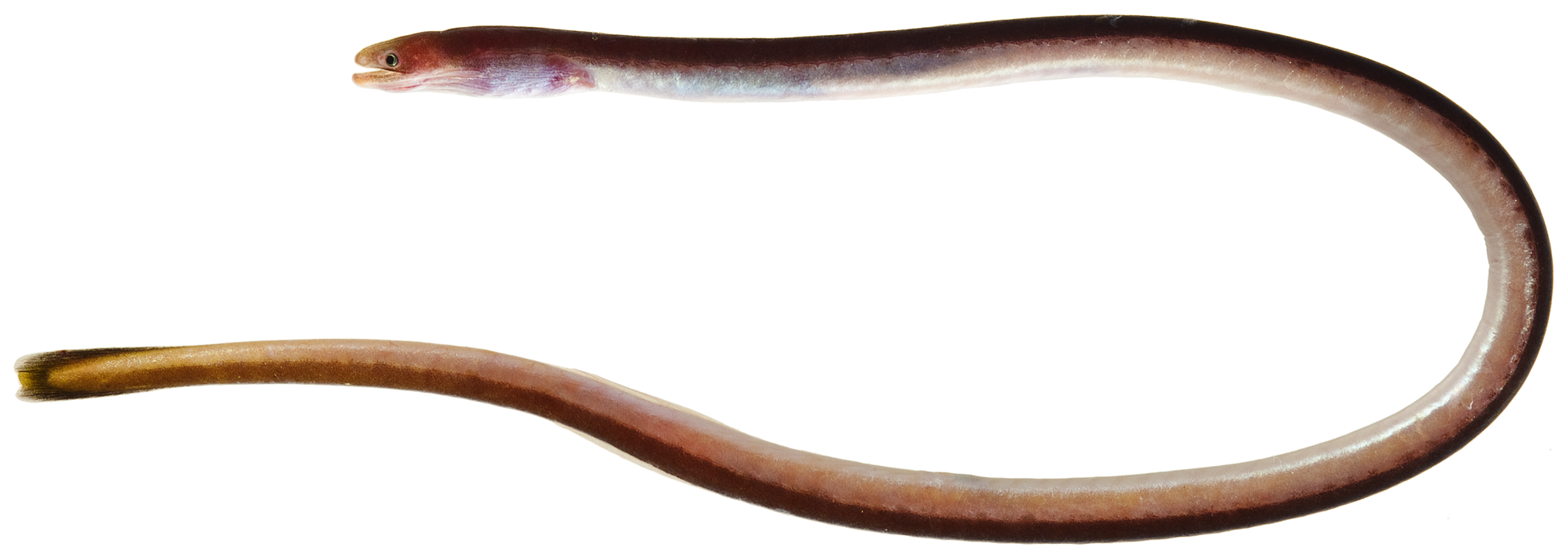
Moringua edwardsi

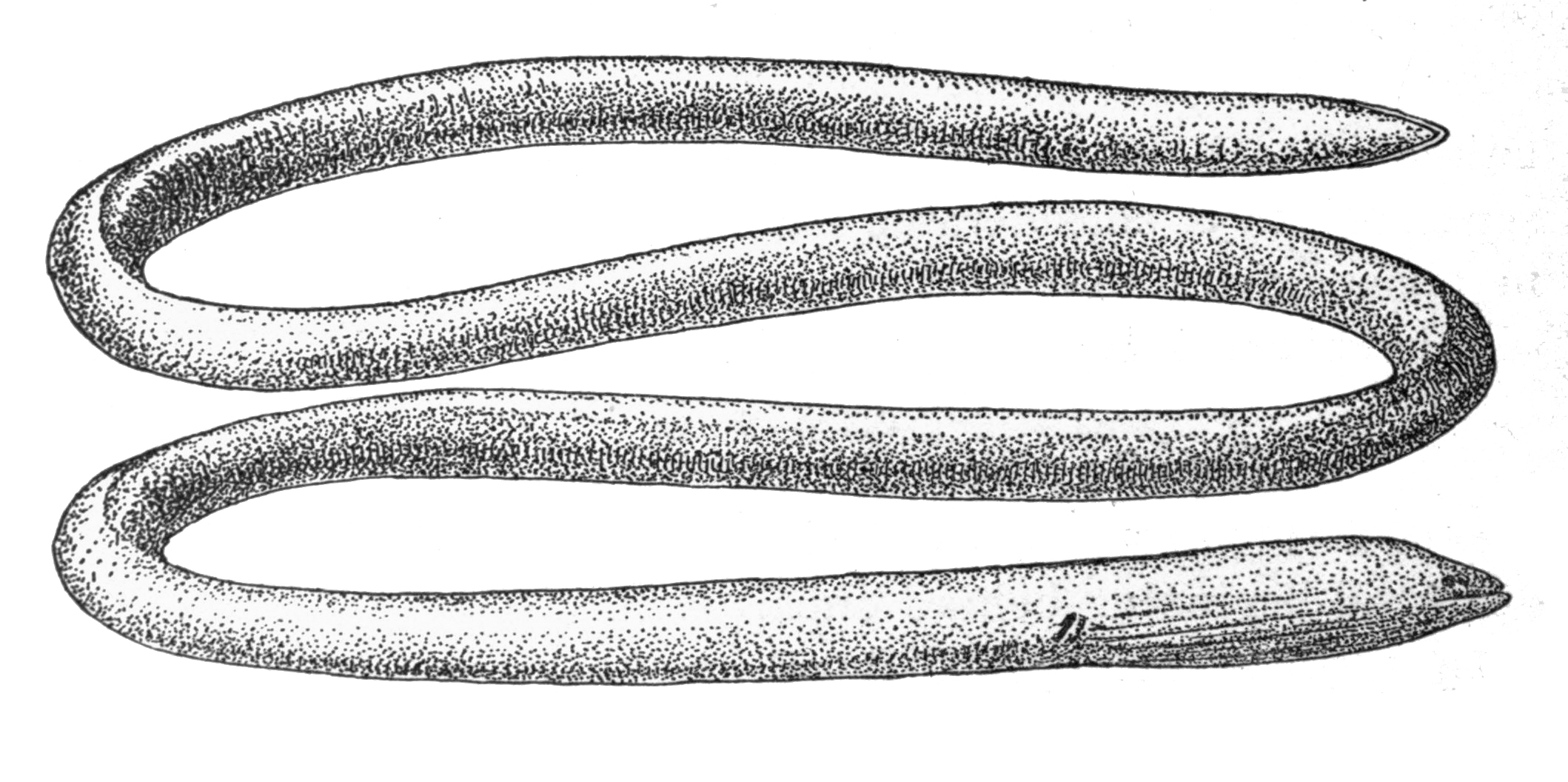
Moringua javanica

I Moringuidae sono una famiglia di pesci ossei marini, d'acqua salmastra e, solo poche specie, d'acqua dolce dell'ordine Anguilliformes. Comprende due generi: Moringua e Neoconger.

## Distribuzione e habitat
La famiglia è diffusa nelle aree tropicali degli oceani Atlantico occidentale, Indiano e Pacifico occidentale. Si trovano prevalentemente su fondi mobili in acque poco profonde vicino alla costa. Diverse specie popolano le acque salmastre degli estuari e poche vivono stabilmente in acqua dolce.

## Descrizione
La caratteristica più notevole di questi pesci è il corpo estremamente allungato e sottile, da cui deriva il nome comune inglese di spaghetti eels (anguille spaghetto). Questi pesci hanno pinne molto ridotte, le pinne ventrali sono assenti come in tutti gli anguilliformi, le pinne pettorali sono assenti in diverse specie, nelle altre sono rudimentali. Le pinne dorsale ed anale sono inserite molto indietro sul corpo e saldate alla pinna caudale a formare un'unica pinna pari che borda l'estremità posteriore del corpo. Gli occhi sono piccoli e infossati nella pelle, le scaglie assenti. Le aperture branchiali sono poste nella parte inferiore della regione giugulare.
Misurano normalmente qualche decina di cm ma alcune specie superano il metro di lunghezza. Moringua ferruginea è la specie più grande con 140 cm.

## Biologia
È presente un vistoso dimorfismo sessuale che talvolta ha portato a classificare gli esemplari dei due sessi come specie diverse.

## Specie
- Genere Moringua
  - Moringua abbreviata
  - Moringua arundinacea
  - Moringua bicolor
  - Moringua edwardsi
  - Moringua ferruginea
  - Moringua hawaiiensis
  - Moringua javanica
  - Moringua macrocephalus
  - Moringua macrochir
  - Moringua microchir
  - Moringua penni
  - Moringua raitaborua
- Genere Neoconger
  - Neoconger mucronatus
  - Neoconger tuberculatus
  - Neoconger vermiformis